# トム・デンプシー
トム・デンプシー（Thomas John Dempsey、1947年1月12日 - 2020年4月4日）は、ウィスコンシン州・ミルウォーキー出身のアメリカンフットボールの元選手である。
プレースキッカーとして、ニューオーリンズ・セインツ、フィラデルフィア・イーグルス、ロサンゼルス・ラムズ、テネシー・タイタンズ、バッファロー・ビルズでプレーし、11年間NFLに在籍した。
生まれつき、右手と右足の先が欠損する障害を負っていたが、つま先を平にした特殊な靴を用いて活躍した（1977年から通常靴が義務化）。
1970年11月8日のデトロイト・ライオンズ戦で成功した63ヤードフィールドゴールは、2013年12月8日にデンバー・ブロンコスのマット・プレイターが64ヤードフィールドゴールを成功するまで43年間最長記録として保持された。
現在では広く採用されているサッカースタイルのキックではなく、当時は主流であったトーキックで蹴るストレートタイプのキッカーである。
晩年はアルツハイマー型認知症により闘病中であることを公表し、アメリカの著名な脳障害専門家であるダニエル・エイメンによる初期診断において、脳内に3つの空洞が発見された。
2020年4月4日、新型コロナウイルス感染症により死去した。